# Michael Heise (Volkswirt)
Michael Hanns Heise (* 1956 in Memmingen) ist ein deutscher Ökonom.

## Leben
Michael Heise ist ein Sohn von Hanns Horst Heise und verbrachte seine Schulzeit in Deutschland, Großbritannien und den USA. Nach dem Abitur am Schiller-Gymnasium Köln und Wehrdienst in Schleswig-Holstein studierte Heise von 1977 bis 1982 Volkswirtschaftslehre an der Universität zu Köln. 1982 machte er sein Diplom und wurde wissenschaftlicher Mitarbeiter am Staatswissenschaftlichen Seminar der Universität zu Köln und Assistent von Hans Karl Schneider. Er hielt eigene Seminare im Bereich Makroökonomie und promovierte 1986 zum Dr. rer. pol. an der Universität zu Köln mit dem Thema „Arbeitsnachfrage und Beschäftigung – theoretische Grundlagen und empirische Untersuchung für das Produzierende Gewerbe der Bundesrepublik Deutschland“, erschienen bei Vandenhoeck & Ruprecht, 1987. Nach seiner Promotion wurde Heise in den wissenschaftlichen Stab des Sachverständigenrates zur Begutachtung der gesamtwirtschaftlichen Entwicklung berufen und war dort von 1989 bis 1995 Generalsekretär.
Von 1995 bis 2002 war er Chefvolkswirt der DG Bank sowie Leiter des Research und der Volkswirtschaft der DZ Bank. Ende 2002 wurde Heise Chefvolkswirt der Allianz AG und der zugehörigen Dresdner Bank. Nach dem Verkauf der Dresdner Bank an die Commerzbank AG wechselte Heise zur Allianz SE als Chefvolkswirt nach München.
Heise hatte Lehraufträge an der European Business School in Oestrich-Winkel und ist Honorarprofessor an der Johann Wolfgang Goethe-Universität Frankfurt am Main.
Heise ist Mitglied in zahlreichen Gremien, Aufsichtsratsmitglied der Allianz Lebensversicherung AG und er leitet den Ausschuss für volkswirtschaftliche Fragen der Bundesvereinigung der Deutschen Arbeitgeberverbände.
Heise schreibt seit 1995 für die FAZ, darunter die Kolumne „Europlatz Frankfurt“, und in unregelmäßigen Abständen u. a. für das Wall Street Journal, die Financial Times und verschiedene weitere deutsche Tageszeitungen.
2015 wurde Michael Heise zum dritten Mal seit 2002 als „Prognostiker des Jahres“ in der jährlichen Auswertung der Wirtschaftsprognosen von über 50 Institutionen durch die Süddeutsche Zeitung und vormals die Financial Times Deutschland. Ausgewertet werden die Prognosen des deutschen Bruttoinlandsprodukts sowie der einzelnen Komponenten Konsum, Export und Investitionen.